# Caladium tuberosum
Caladium tuberosum är en kallaväxtart som först beskrevs av Spencer Le Marchant Moore, och fick sitt nu gällande namn av Josef Bogner och Simon Joseph Mayo. Caladium tuberosum ingår i släktet Caladium och familjen kallaväxter. Inga underarter finns listade.